# Hố khoan

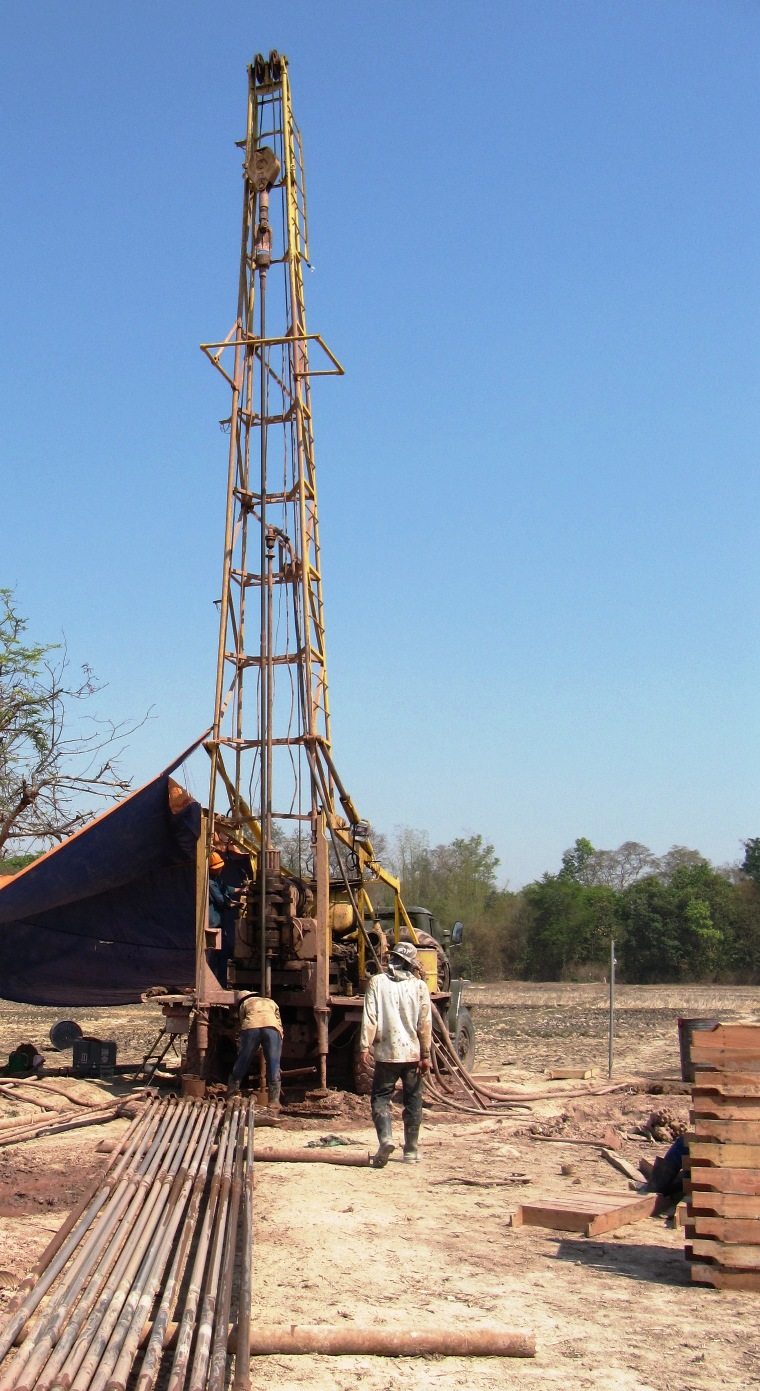
Máy khoan loại 650 m đang hoạt động.

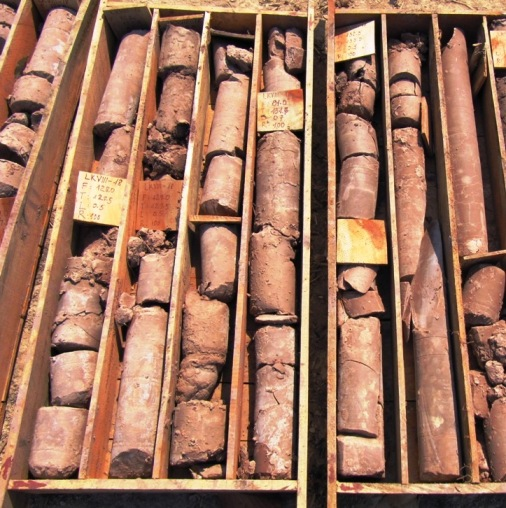
Kết quả khoan khảo sát là mẫu lõi khoan.

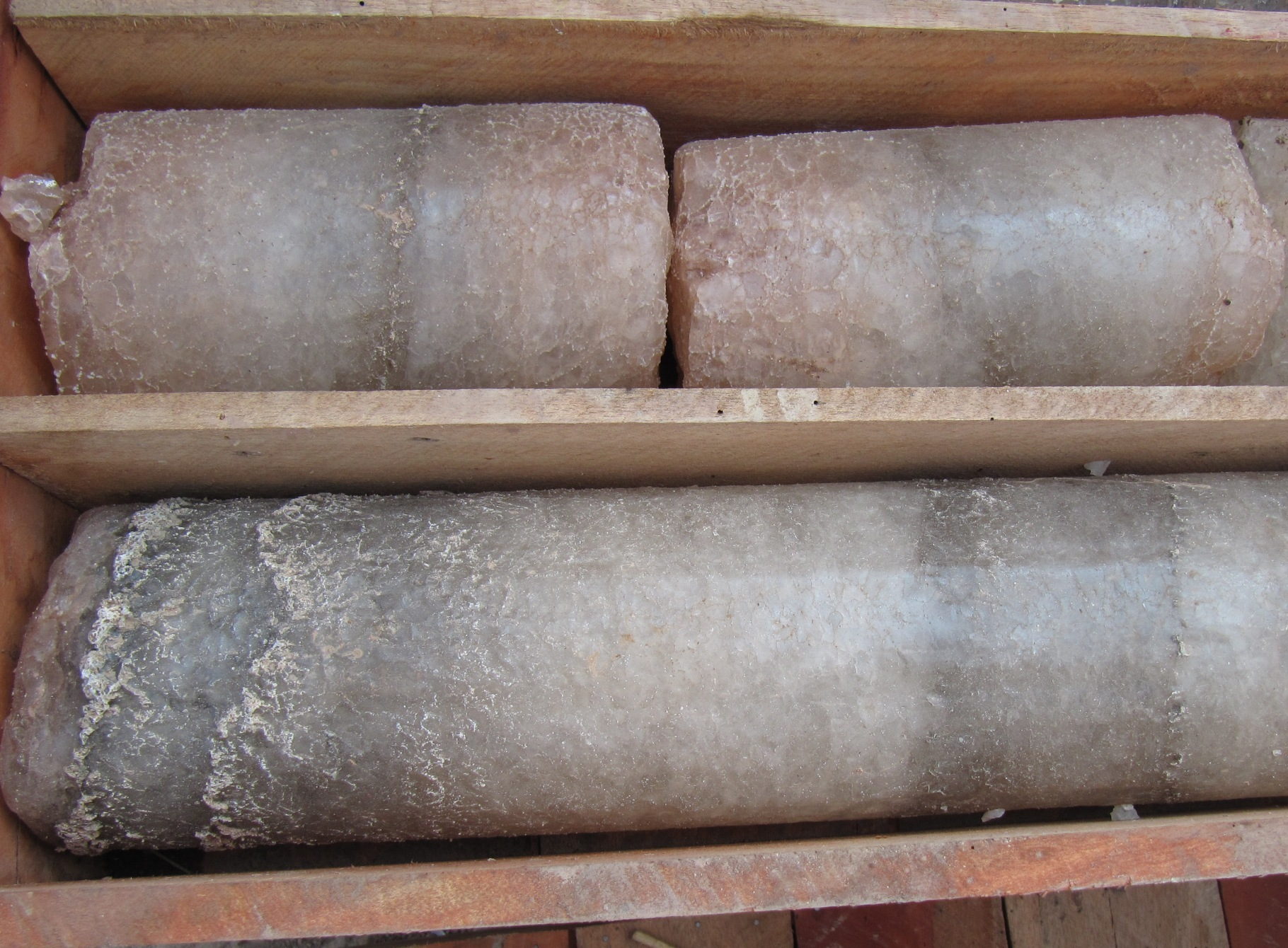
Mẫu lõi khoan đá muối halit

Hố khoan (Borehole), còn gọi là lỗ khoan, giếng khoan, là công trình phục vụ nghiên cứu, thăm dò, khai thác hoặc xây dựng, có dạng trục hep và dài được khoan vào lòng đất, nhằm thu được các thông tin cụ thể về thành phần, tính chất, trạng thái của đất đá thông qua các mẫu lõi khoan (Core sample) hoặc mùn khoan, hoặc đơn giản là tạo đường rỗng để khai thác, vận chuyển vật liệu, hay tạo không gian để đặt các công trình xây dựng.
Hố khoan được tạo bằng thiết bị khoan. Trục hố có thể thẳng đứng, nằm ngang, hoặc nghiêng có chủ đích hay lệch do thi công. Đường kính hố khoan thăm dò thì nhỏ, nhỏ nhất cỡ 50 mm (2 inch), còn trong khai thác hay xây dựng thì đến hàng chục mét.

## Lịch sử
Khoan giếng khoan có một lịch sử lâu dài. Thời nhà Hán ở Trung Quốc (202 TCN - 220 SCN) đã sử dụng hố khoan sâu tới 600 m (2.000 ft) để khai thác khoáng sản.
Trong nhiều năm, hố khoan sâu nhất thế giới là Siêu lỗ khoan Kola. Từ tháng 8/2012 hố khoan Sakhalin-I Odoptu OP-11 sâu 12.345 m (40.502 ft), ngoài khơi đảo Sakhalin nước Nga, đã thay kỷ lục đó. Hố khoan Chayvo Z-44 có bề dài 12.376 m (40.604 ft), tuy nhiên nó nông hơn hố Kola Superdeep do sự dịch chuyển ngang lớn.

## Kỹ thuật khoan
Hố khoan được tạo bằng thiết bị khoan. Thiết bị khoan được lựa chọn dựa theo yêu cầu sử dụng và môi trường thực hiện:
- Độ sâu lớn nhất
- Cấp đất đá: Trạng thái và độ cứng đất đá.
- Đường kính hố khoan: phụ thuộc mục đích nghiên cứu, thăm dò, khai thác hay xây dựng.
- Môi trường thực hiện: trên đất liền hay sông hồ biển.

Hầu hết các hố khoan phải có thiết kế trước khi thực hiện. Thiết kế tùy thuộc mục đích sử dụng và cấp độ của các yếu tố nêu trên. Ví dụ khoan nước ngầm phục vụ một gia đình thì thiết kế theo thói quen mà có thể không cần đưa lên bản vẽ. Nhưng các hố khoan khác thì thiết kế, và các dự phòng xử lý sự cố là tài liệu không thể thiếu.
Một trong các lựa chọn trong thiết kế, là thiết bị và phương pháp khoan.

## Sử dụng

### Nghiên cứu khoa học
Các đề án khoan sâu để tìm hiểu vỏ Trái Đất tại các vị trí quan tâm, như hố khoan Kola Superdeep.
Các hố khoan ở sông băng tại Greenland hay Nam Cực cho thấy lõi băng chứa rất nhiều thông tin về cổ khí hậu. Đọng trong tuyết là bụi, tro, phấn hoa, bong bóng khí, các chất phóng xạ đặc biệt là carbon C14,... từ khí quyển thời cổ xưa, kết lại trong lớp băng.
Các hố khoan quan trắc thì được khoan tại các vị trí chọn lọc và được gia cố thành để tồn tại lâu, phục vụ theo dõi biến đổi của Môi trường tự nhiên. Ví dụ mạng lưới hố khoan quan trắc mực nước ngầm tại Hà Nội, Tp. Hồ Chí Minh,... đã cho thấy mực nước ngầm đang tụt giảm, dẫn đến hạ thấp độ cao mặt đất. Nó dẫn đến thành phố phải hạn chế khai thác nước ngầm mà chuyển sang dùng nước mặt, như nước sông Đà, nước hồ Trị An.

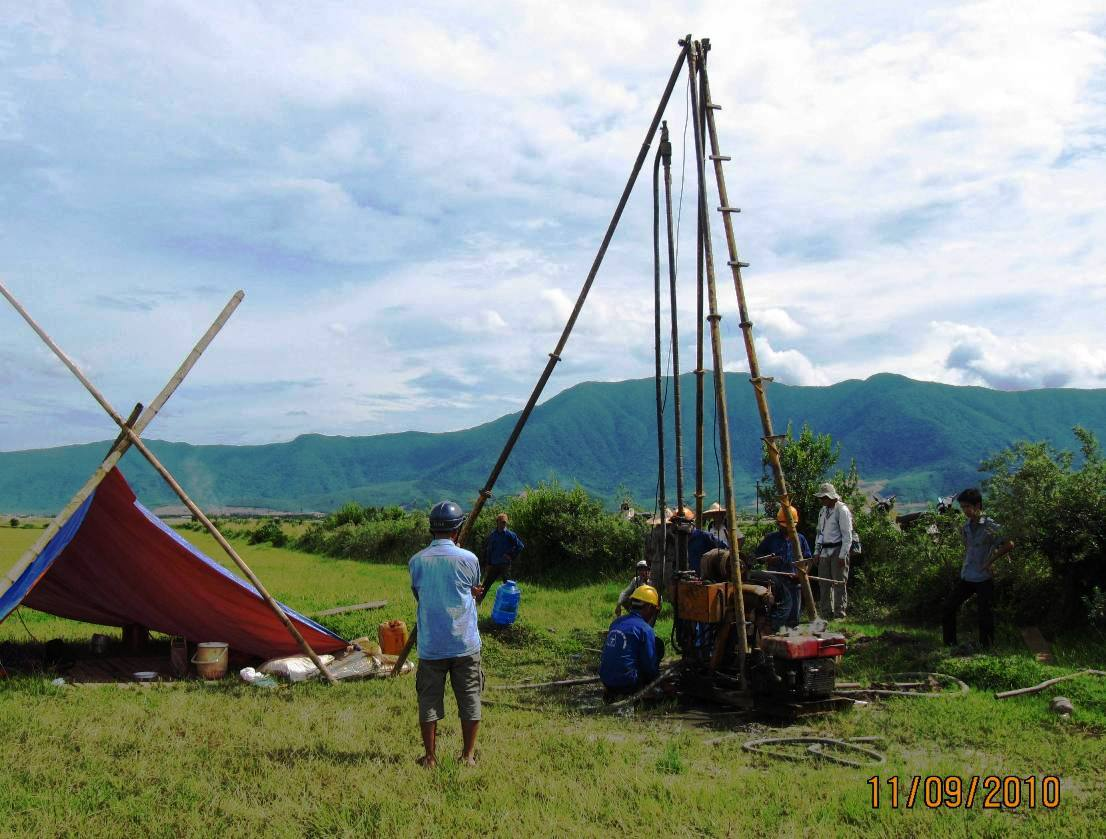
Khoan khảo sát công trình tại Formosa Vũng Áng, 2010.

### Khảo sát thăm dò
Trong khảo sát địa chất tổng quát, tìm kiếm dầu khí, khoáng sản, nước ngầm, nước khoáng, địa nhiệt, địa chất công trình, địa chất môi trường - tai biến tự nhiên,... thì hố khoan là công trình không thể thiếu. Nó cung cấp bằng chứng trực tiếp về sự có mặt hay không của đối tượng địa chất cần nghiên cứu.

### Khai thác
- Khai thác tài nguyên dạng lỏng: như dầu khí, nước ngầm, nước khoáng, nước nóng tự nhiên.
- Khai thác khoáng sản bằng hòa tan: như muối mỏ kali, natri,... Khai thác muối cần đến hố dẫn nước vào để hòa tan, và hố hút nước để thu hồi khoáng sản.
- Khai thác than sâu theo phương pháp khí hóa: Thực hiện khí hóa và thu hồi khí, chủ yếu là oxyt cac-bon CO. Nó đang là một trong các phương án khai thác than nâu tại đồng bằng Sông Hồng ở độ sâu từ 300 đến 2000 m.[3]
- Khai thác tài nguyên theo dạng làm nóng chảy: như ở mỏ lưu huỳnh. Khối quặng được làm nóng chảy và hút lên.
- Khai thác Năng lượng địa nhiệt: Hệ thống các hố khoan cấp nước vào tầng đá nóng dựa theo các đứt gãy, và các hố khoan thu hồi nước nóng.

### Xây dựng
- Các hố khoan, phần lớn có đường kính lớn và cực lớn, để tạo không gian làm cột móng, cọc nhồi.
- Các hố khoan tạo đường dẫn, hoặc đường đặt ống dẫn khí, chất lỏng, vật liệu rắn dạng hạt hỗn hống với nước.

### Dân sinh
Các hố khoan khai thác nước ngầm, khí,... ở tầng nông vùng đất mềm, thực hiện bằng kỹ thuật khoan nước, đến độ sâu vài chục mét, phục vụ cho một vài hộ.